# Iberia Express
Iberia Express er et spansk lavprisflyselskab ejet af Iberia, som opererer ruter fra sit moderselskabs hub i Madrid-Barajas Lufthavn. Selskabet, der blev grundlagt i 2011, begyndte sin drift i marts 2012 og er medlem af alliancen Oneworld.